# Río Iglesias
Río Iglesias è un comune (corregimiento) della Repubblica di Panama situato nel distretto di Chepigana, provincia di Darién. Si estende su una superficie di 481,6 km² e conta una popolazione di 1.672 abitanti (censimento 2010).